# Just a Moment (album, Ling Tosite Sigure)
just A moment je třetí album skupiny Ling Tosite Sigure, které bylo vydané 13. května 2009. Album obsahuje předešlé singly moment A rhythm a Telecastic fake show.

## Seznam skladeb
Hudbu složil(i) Toru TK Kitajima. 
| Pořadí         | Název                            | Délka |
| -------------- | -------------------------------- | ----- |
| 1.             | Hakaiyo no Yume (ハカイヨノユメ) | 4:37  |
| 2.             | Hysteric phase show              | 3:35  |
| 3.             | Tremolo+A                        | 3:56  |
| 4.             | JPOP Xfile                       | 4:01  |
| 5.             | A 7days wonder                   | 4:40  |
| 6.             | a over die                       | 3:53  |
| 7.             | Telecastic fake show             | 4:28  |
| 8.             | seacret cm                       | 4:06  |
| 9.             | moment A rhythm (short version)  | 7:17  |
| 10.            | mib126                           | 5:22  |
| Celková délka: | Celková délka:                   | 45:54 |

## Obsazení
- Tōru Kitajima – zpěv, kytara
- Miyoko Nakamura – zpěv, baskytara
- Pierre Nakano – bicí